# Baccio Bandinelli
Baccio Bandinelli (n. Bartolommeo Brandini; 7 octombrie 1488 sau 12 noiembrie 1493, Florența – d. 7 februarie 1560, Florența) a fost un sculptor italian.